# Gardes-le-Pontaroux
Gardes-le-Pontaroux és un municipi francès al departament de la Charanta (regió de Nova Aquitània). L'any 2007 tenia 277 habitants.

## Demografia

### Població
El 2007 la població de fet de Gardes-le-Pontaroux era de 277 persones. Hi havia 105 famílies de les quals 21 eren unipersonals (8 homes vivint sols i 13 dones vivint soles), 38 parelles sense fills, 38 parelles amb fills i 8 famílies monoparentals amb fills.
La població ha evolucionat segons el següent gràfic:

### Habitatges
El 2007 hi havia 144 habitatges, 112 eren l'habitatge principal de la família, 27 eren segones residències i 5 estaven desocupats. 140 eren cases i 1 era un apartament. Dels 112 habitatges principals, 87 estaven ocupats pels seus propietaris, 17 estaven llogats i ocupats pels llogaters i 7 estaven cedits a títol gratuït; 4 tenien una cambra, 5 en tenien dues, 14 en tenien tres, 35 en tenien quatre i 54 en tenien cinc o més. 90 habitatges disposaven pel capbaix d'una plaça de pàrquing. A 46 habitatges hi havia un automòbil i a 55 n'hi havia dos o més.

### Piràmide de població
La piràmide de població per edats i sexe el 2009 era:
| Homes | Edats   | Dones |
| ----- | ------- | ----- |
| 0     | 95 o +  | 0     |
| 0     | 90 a 94 | 0     |
| 4     | 85 a 89 | 4     |
| 0     | 80 a 84 | 0     |
| 8     | 75 a 79 | 8     |
| 12    | 70 a 74 | 8     |
| 12    | 65 a 69 | 8     |
| 12    | 60 a 64 | 4     |
| 0     | 55 a 59 | 8     |
| 0     | 50 a 54 | 4     |
| 24    | 45 a 49 | 16    |
| 8     | 40 a 44 | 4     |
| 8     | 35 a 39 | 12    |
| 16    | 30 a 34 | 4     |
| 8     | 25 a 29 | 4     |
| 8     | 20 a 24 | 4     |
| 12    | 15 a 19 | 12    |
| 16    | 10 a 14 | 8     |
| 0     | 5 a 9   | 8     |
| 4     | 0 a 4   | 8     |

## Economia
El 2007 la població en edat de treballar era de 189 persones, 132 eren actives i 57 eren inactives. De les 132 persones actives 114 estaven ocupades (64 homes i 50 dones) i 18 estaven aturades (4 homes i 14 dones). De les 57 persones inactives 23 estaven jubilades, 19 estaven estudiant i 15 estaven classificades com a «altres inactius».

### Ingressos
El 2009 a Gardes-le-Pontaroux hi havia 103 unitats fiscals que integraven 249 persones, la mediana anual d'ingressos fiscals per persona era de 15.671 €.

### Activitats econòmiques
Dels 12 establiments que hi havia el 2007, 3 eren d'empreses de construcció, 4 d'empreses de comerç i reparació d'automòbils, 1 d'una empresa de transport, 1 d'una empresa d'hostatgeria i restauració, 1 d'una empresa de serveis, 1 d'una entitat de l'administració pública i 1 d'una empresa classificada com a «altres activitats de serveis».
Dels 4 establiments de servei als particulars que hi havia el 2009, 1 era un paleta, 1 guixaire pintor, 1 empresa de construcció i 1 restaurant.
L'any 2000 a Gardes-le-Pontaroux hi havia 16 explotacions agrícoles que ocupaven un total de 664 hectàrees.

## Equipaments sanitaris i escolars
El 2009 hi havia una escola elemental integrada dins d'un grup escolar amb les comunes properes formant una escola dispersa.

## Poblacions properes
El següent diagrama mostra les poblacions més properes.